# Maria Mies
Maria Mies, née le 6 février 1931 à Steffeln et morte le 15 mai 2023, est une professeure de sociologie, écrivaine et féministe allemande. Elle a créé le programme Femmes et Développement à l'Institut international d'études sociales (en) de La Haye.

## Biographie

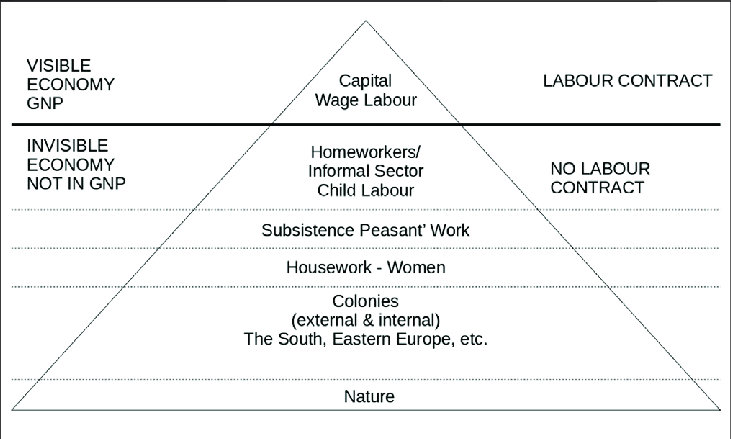
Une illustration du livre The Subsistence Perspective: Beyond the Globalised Economy écrit par Maria Mies et Veronika Bennholdt-Thomsen.

Maria Mies est née le 6 février 1931 à Steffeln, un village en Allemagne. Elle commence ses travaux de recherche par l'examen conjugué des effets de la colonisation et de la subordination des femmes dans le système économique de l'Inde, en s'inspirant des thèses de Rosa Luxemburg sur l'accumulation primitive du capital.
Un diplôme d’institutrice en poche, Maria Mies part en Inde en 1963 où elle s’initie au féminisme et à l’anthropologie. Lorsqu'elle revient en Allemagne, elle participe au mouvement de 1968 et aux mobilisations contre la centrale nucléaire de Wyhl. Sa thèse est consacrée aux femmes indiennes contemporaines. A la fin des années 1970, elle enquête ensuite sur les effets de la mondialisation des dentellières exploitées à domicile par des entreprises internationales. Elle enseigne ensuite à l’université de Cologne en sociologie de la famille et des minorités.
En 1976, elle rencontre Veronika Bennholdt-Thomsen et Claudia von Werlhof, avec lesquelles elle fonde « l’école de Bielefeld ». Le trio pose les bases du féminisme de la subsistance. Mara Mies crée un centre d’accueil pour les femmes battues à Cologne et un programme international féministe aux Pays-Bas qui finance la formation de femmes du Sud. Elle s’oppose aux Verts allemands qui se rallient au développement durable, rejoint le mouvement altermondialiste dans les années 1990, cofonde la commission femmes d’Attac, manifeste en 1999 à Seattle contre l’Organisation mondiale du commerce et participe au Forum social de Porto Alegre en 2001. Activiste très engagée, Maria Mies n’a jamais voulu d’enfant.

## Œuvre

### en anglais
- (en) avec Vandana Shiva. Ecofeminism. Londres : Zed Books, 1993  (ISBN 1-85649-156-0)
- (en) Indian Women and Patriarchy : Conflicts and Dilemmas of Students and Working Women. New Delhi : Concept, 1980.
- (en) Lace Makers of Narsapur: Indian Housewives Produce for the World Market. Londres : Zed Books, 1982  (ISBN 0-86232-032-1)
- (en) Patriarchy and Accumulation On A World Scale: Women in the International Division of Labour. Londres : Zed Books, 1999  (ISBN 1-85649-735-6)
- (en) avec Veronika Bennholdt-Thomsen. The Subsistence Perspective: Beyond the Globalised Economy. Londres : Zed Books, 2000  (ISBN 1-85649-776-3)
- (en) avec Sinith Sittirak. The Daughters of Development: Women in a Changing Environment. Londres : Zed Books, 1998  (ISBN 1-85649-588-4)
- (en) The Village and the World: My Life, Our Times. North Melbourne : Spinifex Press, 2011  (ISBN 1-876756-82-9)

### écrits traduits en français
- Écoféminisme avec Vandana Shiva, Paris, L'Harmattan, coll. « Femmes et changements », 1999  (ISBN 9782738471772)
- La subsistance : une perspective écoféministe avec Veronika Bennholdt-Thomsen, Paris, Édition La Lenteur, 2022  (ISBN 9791095432340)
- Patriarcat et accumulation à l’échelle mondiale, Genève, Edition Entremonde, coll. "Rupture", 2024  (ISBN 978-2-940426-68-3)